# Tartas
Tartas är en kommun i departementet Landes i regionen Nouvelle-Aquitaine i sydvästra Frankrike. Kommunen är chef-lieu för 2 kantoner som tillhör arrondissementet Dax. År 2022 hade Tartas 3 174 invånare.

## Befolkningsutveckling
Antalet invånare i kommunen Tartas
Referens:INSEE